# Улица Зангиева (Владикавказ)
Улица Зангиева — улица в городе Владикавказ, Северная Осетия, Россия. Находится в Затеречном муниципальном округе между улицей Мамсурова и Герцена. Начинается от улицы Мамсурова.
Улицу Зангиева пересекают улицы Цомака Гадиева и Серафимовича. От улицы Зангиева в сторону запада начинаются улицы Шота Руставели, Ларская, Ушинского, Пироговская, Братьев Темировых и Грибоедова.

## История
Названа в честь военного лётчика и почётного гражданина Владикавказа Владимира Зангиева (1917—1993).
Образовалась в середине XIX века. Впервые отмечена на плане города Владикавказа «Карты Кавказского края» как Казанская улица. В 1891 году значится в списке улиц города Владикавказе как Казбекская улица. Под этим же названием упоминается в Перечне улиц, площадей и переулков от 1911 и 1925 годов.
25 июля 1995 года решением Администрации местного самоуправления города Владикавказа переименована в улицу Зангиева «в связи с 50-летием Победы в Великой Отечественной войне 1941—1945 гг.».

## Достопримечательности
Объекты культурного наследия
- д. 1/ улица Мамсурова, 3 — памятник истории. Дом, где в 1976—1981 гг. жил и умер народный артист СССР Владимир Васильевич Тхапсаев[4];
- д. 7/ улица Гадиева, 9 — памятник истории. Дом, где в 1925—1932 гг. жил Герой Советского Союза Василий Петрович Ларионов[4];
- д. 82 — памятник истории. Дом, где в 1964—1973 гг. жил и умер Герой Социалистического Труда Христофор Борисович Икоев[4].

## Источник
- Карта Владикавказа, Автор проекта — Гусейнов И. Ш., Роскартография, ИПО «Лев Толстой», Тула, 2002
- Кадыков А. Н. Улицы, переулки, площади и проспекты г. Владикавказа: справочник. — Владикавказ: Респект, 2010. — С. 136—138. — С. 512 — ISBN 978-5-905066-01-6
- Торчинов В. А., Владикавказ., Краткий историко-краеведческий справочник, Владикавказ, Северо-Осетинский научный центр, 1999, стр. 90, 92, ISBN 5-93000-005-0